# Казимир Манн
Казимир Манн (пол. Kazimierz Mann; 7 жовтня 1910, Львів — 9 серпня 1975, Варшава) — польський графік, архітектор; член товариства художників-графіків реклами.

## Біографія
Народився 7 жовтня 1910 року у місті Львові (тепер Україна). Навчався на архітектурному факультеті Львівської політехніки, у 1930–1935 роках — у Школі ужиткового мистецтва у Відні (викладач Б. Лоффер). У 1936 році переїхав до Варшави, де працював художнім керівником ательє рекламної графіки «Рух» та ательє рекламної графіки Польської телеграфічної агенції. Співпрацював з Лігою підтримки туризму.
Помер у Варшаві 9 серпня 1975 року.

## Творчість
Займався ілюстацією, настінним живописом, виконував плакати, зокрема «Polscy Academicy zapraszają na narty. Lwów» (1934).